# A Magyar Népköztársaság minisztériumainak listája
A Magyar Népköztársaság minisztériumainak felsorolását eredetileg a Magyar Népköztársaság Alkotmányának 24. §-a tartalmazta. Később az alkotmányos felsorolás helyett az Alkotmány 34. §-ának felhatalmazása alapján külön törvény állapította meg a minisztériumok nevét. Az 1973. évi IV. törvény módosításáról szóló 1987. évi VII. törvény és az azt módosító 1988. évi XVI. törvény címében az 1989. évi alkotmánymódosítást követően a "Magyar Népköztársaság" szövegrész "Magyar Köztársaság"ra módosult és így voltak hatályban a Magyar Köztársaság minisztériumainak felsorolásáról szóló 1990. évi XXX. törvény hatályba lépéséig.

## Az 1949. évi XX. törvény

### Eredeti állapot, 1949. augusztus 20-ától
Az Alkotmány 24. §-ának eredeti szövege szerint a Magyar Népköztársaság minisztériumai a következők voltak :
1. Külügyminisztérium,
2. Belügyminisztérium,
3. Honvédelmi Minisztérium,
4. Pénzügyminisztérium,
5. Igazságügyminisztérium,
6. Nehézipari Minisztérium,
7. Könnyűipari Minisztérium,
8. Földművelésügyi Minisztérium,
9. Külkereskedelmi Minisztérium,
10. Belkereskedelmi Minisztérium,
11. Építésügyi Minisztérium,
12. Közlekedés- és postaügyi Minisztérium,
13. Népművelési Minisztérium,
14. Vallás- és közoktatásügyi Minisztérium,
15. Népjóléti Minisztérium.

### Módosítás 1950. december 10-étől
A Nehézipari Minisztérium helyébe a Kohó- és Gépipari Minisztérium, valamint a Bánya- és Energiaügyi Minisztérium lépett.
Új minisztériumok: Élelmezési Minisztérium és Egészségügyi Minisztérium.
Megszűnt: Népjóléti Minisztérium.
Hatálytalan: 1952. június 5-étől

### Módosítás 1952. június 6-ától
A teljes lista:
1. külügyminisztérium,
2. belügyminisztérium,
3. honvédelmi minisztérium,
4. pénzügyminisztérium,
5. igazságügyminisztérium,
6. kohó- és gépipari minisztérium,
7. középgépipari minisztérium,
8. bánya- és energiaügyi minisztérium,
9. könnyűipari minisztérium,
10. földművelésügyi minisztérium,
11. állami gazdaságok és erdők minisztériuma,
12. külkereskedelmi minisztérium,
13. belkereskedelmi minisztérium,
14. élelmiszeripari minisztérium,
15. Begyűjtési Minisztérium,
16. építésügyi minisztérium,
17. építőanyagipari minisztérium,
18. közlekedésügyi minisztérium,
19. postaügyi minisztérium,
20. népművelési minisztérium,
21. közoktatásügyi minisztérium,
22. egészségügyi minisztérium,
23. Helyi Ipar Minisztériuma.

Új minisztériumok: Középgépipari Minisztérium, Állami Gazdaságok és Erdők Minisztériuma, Begyűjtési Minisztérium, Helyi Ipar Minisztériuma
Hatálytalan: 1952. március 23-ától.

### Módosítás 1952. március 24-étől
1. a külügyminisztérium,
2. a belügyminisztérium,
3. a honvédelmi minisztérium,
4. a pénzügyminisztérium,
5. az igazságügyminisztérium,
6. Általános Gépipari Minisztérium (új),
7. a kohászati minisztérium,
8. a középgépipari minisztérium,
9. a bánya- és energiaügyi minisztérium,
10. Vegyipari Minisztérium (új),
11. a könnyűipari minisztérium,
12. a földművelésügyi minisztérium,
13. az állami gazdaságok és erdők minisztériuma,
14. a külkereskedelmi minisztérium,
15. a belkereskedelmi minisztérium,
16. az élelmiszeripari minisztérium,
17. a begyűjtési minisztérium,
18. az építésügyi minisztérium,
19. az építőanyagipari minisztérium,
20. a közlekedésügyi minisztérium,
21. a postaügyi minisztérium,
22. a népművelési minisztérium,
23. a felsőoktatási minisztérium,
24. a közoktatásügyi minisztérium,
25. az egészségügyi minisztérium,
26. a helyi ipar minisztériuma.

Hatályos: 1953. július 6-áig.

### Módosítás 1953. július 7-étől
1. a külügyminisztérium,
2. a belügyminisztérium,
3. a honvédelmi minisztérium,
4. a pénzügyminisztérium,
5. az igazságügyminisztérium,
6. a kohó- és gépipari minisztérium,
7. a nehézipari minisztérium,
8. a könnyűipari minisztérium,
9. a földművelésügyi minisztérium,
10. a bel- és külkereskedelmi minisztérium,
11. az élelmiszeripari minisztérium,
12. a begyűjtési minisztérium,
13. az építésügyi minisztérium,
14. a közlekedés- és postaügyi minisztérium,
15. a népművelési minisztérium,
16. az oktatásügyi minisztérium,
17. az egészségügyi minisztérium.

Hatályos: 1954. január 23-áig.

### Módosítás 1954. január 24-étől
1. a külügyminisztérium,
2. a belügyminisztérium,
3. a honvédelmi minisztérium,
4. a pénzügyminisztérium,
5. az igazságügyminisztérium,
6. a kohó- és gépipari minisztérium,
7. a nehézipari minisztérium,
8. a könnyűipari minisztérium,
9. a város- és községgazdálkodási minisztérium,
10. a földművelésügyi minisztérium,
11. a bel- és külkereskedelmi minisztérium,
12. az élelmiszeripari minisztérium,
13. a begyűjtési minisztérium,
14. az építésügyi minisztérium,
15. a közlekedés- és postaügyi minisztérium,
16. a népművelési minisztérium,
17. az oktatásügyi minisztérium,
18. az egészségügyi minisztérium.

Hatályos: 1954. június 28-áig.

### Módosítás 1954. június 29-étől
1. a külügyminisztérium,
2. a belügyminisztérium,
3. a honvédelmi minisztérium,
4. a pénzügyminisztérium,
5. az igazságügyminisztérium,
6. a kohó- és gépipari minisztérium,
7. a nehézipari minisztérium,
8. a könnyűipari minisztérium,
9. a város- és községgazdálkodási minisztérium,
10. a földművelésügyi minisztérium,
11. a külkereskedelmi minisztérium,
12. a belkereskedelmi minisztérium,
13. az élelmiszeripari minisztérium,
14. a begyűjtési minisztérium,
15. az építésügyi minisztérium,
16. a közlekedés- és postaügyi minisztérium,
17. a népművelési minisztérium,
18. az oktatásügyi minisztérium,
19. az egészségügyi minisztérium.

Hatályos: 1954. szeptember 24-éig.

### Módosítás 1954. szeptember 25-étől
1. a külügyminisztérium,
2. a belügyminisztérium,
3. a honvédelmi minisztérium,
4. a pénzügyminisztérium,
5. az igazságügyminisztérium,
6. a kohó- és gépipari minisztérium,
7. a nehézipari minisztérium,
8. a könnyűipari minisztérium,
9. a város- és községgazdálkodási minisztérium,
10. a földművelésügyi minisztérium,
11. a külkereskedelmi minisztérium,
12. a belkereskedelmi minisztérium,
13. az élelmiszeripari minisztérium,
14. a begyűjtési minisztérium,
15. az építésügyi minisztérium,
16. a közlekedés- és postaügyi minisztérium,
17. a népművelési minisztérium,
18. az oktatásügyi minisztérium,
19. az egészségügyi minisztérium.

Hatályos: 1955. április 30-áig.

### Módosítás 1955. május 1-jétől
1. a külügyminisztérium,
2. a belügyminisztérium,
3. a honvédelmi minisztérium,
4. a pénzügyminisztérium,
5. az igazságügyminisztérium,
6. a kohó- és gépipari minisztérium,
7. a szénbányászati minisztérium,
8. a vegyipari és energiaügyi minisztérium,
9. a könnyűipari minisztérium,
10. a város- és községgazdálkodási minisztérium,
11. a földművelésügyi minisztérium,
12. az állami gazdaságok minisztériuma,
13. a külkereskedelmi minisztérium,
14. a belkereskedelmi minisztérium,
15. az élelmiszeripari minisztérium,
16. a begyűjtési minisztérium,
17. az építésügyi minisztérium,
18. a közlekedés- és postaügyi minisztérium,
19. a népművelési minisztérium,
20. az oktatásügyi minisztérium,
21. az egészségügyi minisztérium.

Hatályos: 1955. november 18-áig.

### Módosítás 1955. november 19-étől
1. a külügyminisztérium,
2. a belügyminisztérium,
3. a honvédelmi minisztérium,
4. a pénzügyminisztérium,
5. az igazságügyminisztérium,
6. a kohó- és gépipari minisztérium,
7. a szénbányászati minisztérium,
8. a vegyipari és energiaügyi minisztérium,
9. a könnyűipari minisztérium,
10. a város- és községgazdálkodási minisztérium,
11. a földművelésügyi minisztérium,
12. az állami gazdaságok minisztériuma,
13. a külkereskedelmi minisztérium,
14. a belkereskedelmi minisztérium,
15. az élelmiszeripari minisztérium,
16. a begyűjtési minisztérium,
17. az építésügyi minisztérium,
18. a közlekedés- és postaügyi minisztérium,
19. a népművelési minisztérium,
20. az oktatásügyi minisztérium,
21. az egészségügyi minisztérium,
22. az állami ellenőrzés minisztériuma.

Hatályos: 1956. július 29-éig.

### Módosítás 1956. július 30-ától
1. Külügyminisztérium,
2. Belügyminisztérium,
3. Honvédelmi minisztérium,
4. Pénzügyminisztérium,
5. Igazságügyminisztérium,
6. Kohó- és gépipari minisztérium,
7. Bánya- és energiaügyi minisztérium,
8. Vegyipari minisztérium,
9. Könnyűipari minisztérium,
10. Város- és községgazdálkodási minisztérium,
11. Földművelésügyi minisztérium,
12. Állami gazdaságok minisztériuma,
13. Külkereskedelmi minisztérium,
14. Belkereskedelmi minisztérium,
15. Élelmiszeripari minisztérium,
16. Begyűjtési minisztérium,
17. Építésügyi minisztérium,
18. Közlekedés- és postaügyi minisztérium,
19. Népművelési minisztérium,
20. Oktatásügyi minisztérium,
21. Egészségügyi minisztérium,
22. Állami ellenőrzés minisztériuma.

Hatályos: 1957. május 22-éig.

### Módosítás 1957. május 23-ától
- A Magyar Népköztársaság Alkotmányának módosításáról szóló 1957. évi II. törvény 2. §- a szerint

" Az Alkotmánynak a Magyar Népköztársaság minisztériumainak felsorolásáról rendelkező 24. §-a helyébe a következő rendelkezés lép: 

24. § A Magyar Népköztársaság minisztériumainak felsorolását külön törvény tartalmazza. 

A törvényjavaslathoz fűzött indokolás szerint:
"A Népköztársaság Elnöki Tanácsa - az 1956. évi 26. határozata szerint - javaslatot terjeszt az országgyűlés elé az Alkotmány 22-24. §-ainak, valamint 67. §-ának a megváltoztatására."
"2. Az Alkotmány 24. §-a a Magyar Népköztársaság minisztériumait sorolja fel. Ez a jogi helyzet a múltban arra vezetett, hogy bár az Alkotmány 10. § (3) bekezdésének f) pontja a minisztériumok létesítését, megszüntetését és feladatkörének megváltoztatását kifejezetten az országgyűlés hatáskörébe utalta, minden ilyen aktus alkotmánymódosítást igényelt, és arra vezetett, hogy a lényegükben alkotmánymódosítást nem jelentő átszervezések évenként több alkalommal is szükségessé tették az Alkotmány 24. §-ának megváltoztatását. Ezt a visszásságot szünteti meg a javasolt módosítás."
Hatályos: 1970. december 31-éig.

### Módosítás 1972. április 26-ától
Az Alkotmány addigi 24. §-ának változatlan szövege a 34. §-ba került.

## Az 1973. évi IV. törvény
A minisztériumok e törvény szerint:
1. Belkereskedelmi Minisztérium,
2. Belügyminisztérium,
3. Egészségügyi Minisztérium,
4. Építésügyi és Városfejlesztési Minisztérium,
5. Honvédelmi Minisztérium,
6. Igazságügyi Minisztérium,
7. Kohó- és Gépipari Minisztérium,
8. Könnyűipari Minisztérium,
9. Közlekedés- és Postaügyi Minisztérium,
10. Külkereskedelmi Minisztérium,
11. Külügyminisztérium,
12. Mezőgazdasági és Élelmezésügyi Minisztérium,
13. Munkaügyi Minisztérium,
14. Művelődésügyi Minisztérium,
15. Nehézipari Minisztérium,
16. Országos Tervhivatal,
17. Pénzügyminisztérium.

Hatályos: 1973. szeptember 12-étől (a kihirdetés napjától)
Hatálytalan: 1987. december 18-ától.

### Az 1974. évi 11. tvr.
A törvény módosításáról a Magyar Népköztársaság Elnöki Tanácsa törvényerejű rendeletben intézkedett. Ezek szerint a minisztériumok:
1. Belkereskedelmi Minisztérium,
2. Belügyminisztérium,
3. Egészségügyi Minisztérium,
4. Építésügyi és Városfejlesztési Minisztérium,
5. Honvédelmi Minisztérium,
6. Igazságügyi Minisztérium,
7. Kohó- és Gépipari Minisztérium,
8. Könnyűipari Minisztérium,
9. Közlekedés- és Postaügyi Minisztérium,
10. Kulturális Minisztérium,
11. Külkereskedelmi Minisztérium,
12. Külügyminisztérium,
13. Mezőgazdasági és Élelmezésügyi Minisztérium,
14. Munkaügyi Minisztérium,
15. Nehézipari Minisztérium,
16. Oktatási Minisztérium,
17. Országos Tervhivatal,
18. Pénzügyminisztérium.

Hatályos: 1974. június 22-étől
Hatálytalan: 1980. június 26-ától

### Az 1980. évi 10. tvr.
- A  Magyar Népköztársaság minisztériumainak felsorolásáról szóló 1973. évi IV. törvény módosításáról szóló 1980. évi 10. törvényerejű rendelet az 1973. évi IV. törvényt 1980. június 27-étől akként változtatta meg, hogy

1. A Kulturális Minisztérium és az Oktatási Minisztérium feladatait a továbbiakban a Művelődési Minisztérium látta el.
2. A munkaügyi miniszternek a szakmunkásképzéssel kapcsolatos feladatait a művelődési miniszter látta el.

Hatálytalan: 1987. december 18-ától.

## Az 1987. évi VII. törvény
Az 1987. december 18-án hatályba lépett törvény szerint a Magyar Népköztársaság minisztériumai a következők voltak:
1. Belügyminisztérium
2. Építésügyi és Városfejlesztési Minisztérium
3. Honvédelmi Minisztérium
4. Igazságügyi Minisztérium
5. Ipari Minisztérium
6. Kereskedelmi Minisztérium
7. Környezetvédelmi és Vízgazdálkodási Minisztérium
8. Közlekedési Minisztérium
9. Külügyminisztérium
10. Mezőgazdasági és Élelmezésügyi Minisztérium
11. Művelődési Minisztérium
12. Országos Tervhivatal
13. Pénzügyminisztérium
14. Szociális- és Egészségügyi Minisztérium.

A törvény 2. §-a szerint "Ahol jogszabály
- a) Minisztertanács Tanácsi Hivatalát, Minisztertanács Tanácsi Hivatalának elnökét említ, ott Belügyminisztériumot, illetőleg belügyminisztert,
- b) Belkereskedelmi Minisztériumot, belkereskedelmi minisztert, Külkereskedelmi Minisztériumot, külkereskedelmi minisztert említ, ott Kereskedelmi Minisztériumot, illetőleg kereskedelmi minisztert,
- c) Országos Környezet- és Természetvédelmi Hivatalt, Országos Környezet- és Természetvédelmi Hivatal elnökét, Országos Vízügyi Hivatalt, Országos Vízügyi Hivatal elnökét említ, ott Környezetvédelmi és Vízgazdálkodási Minisztériumot, illetőleg környezetvédelmi és vízgazdálkodási minisztert,
- d) Egészségügyi Minisztériumot, egészségügyi minisztert említ, ott Szociális- és Egészségügyi Minisztériumot, illetőleg szociális- és egészségügyi minisztert

kell érteni."
A törvényjavaslathoz fűzött indokolás szerint a törvény az addigi  minisztériumi tagozódás alapvonásait nem módosította; egyes összetartozó tevékenységi körök szervezeti összevonása és összehangoltabb ellátása érdekében azonban az alábbi változtatásokat célozta:
- a) A piaci folyamatok, a bel- és külkereskedelem egységes irányítása érdekében Kereskedelmi Minisztériumot hoztak létre, aminek következtében megszűnt a Belkereskedelmi Minisztérium, valamint a Külkereskedelmi Minisztérium.
- b) Az egyre jelentősebb szerepet betöltő környezetvédelmi tevékenység és a természeti erőforrásokkal való gazdálkodás állami irányításának egységesítése szükségessé tette - az Országos Környezet- és Természetvédelmi Hivatal, valamint az Országos Vízügyi Hivatal egyidejű megszüntetése mellett - a Környezetvédelmi és Vízgazdálkodási Minisztérium létrehozatalát. Az új minisztérium felállítása lehetőséget nyújtott a két megszűnő hivatal felügyelete alatt működő területi államigazgatási szervek összevonásához is.
- c) A szociálpolitika állami irányítása több minisztérium és országos hatáskörű szerv feladatkörében jelenik meg. Az addigi szervezeti szétaprózottság korlátozta a hatékonyabb irányító munka kibontakozását. A tevékenység tartalmi fejlesztésének szervezeti kereteként létrejött a  Szociális- és Egészségügyi Minisztérium.
- A Minisztertanács ezután a tanácsok irányításának meghatározott feladatait - a feltételek megteremtése mellett - a Belügyminisztérium útján látta el, egyidejűleg a Minisztertanács Tanácsi Hivatalát megszüntette. Ez a megoldás szükségessé tette a tanácsokról szóló 1971. évi I. törvény módosítását is.
- A törvény tartalmazta még  a szervezeti változásokból eredő hatályon kívül helyező rendelkezések mellett az Országos Társadalombiztosítási Főigazgatóság közvetlen minisztertanácsi felügyeletének eltörlését, valamint a Minisztertanács Tájékoztatási Hivatala megszüntetése miatt a sajtóról szóló 1986. évi II. törvény módosítását.

## 1988. évi XVI. törvény
Az 1989. január 1-jével hatályba lépett módosítás szerint a Magyar Népköztársaság minisztériumai a következők voltak:
1. Belügyminisztérium
2. Közlekedési, Hírközlési és Építésügyi Minisztérium
3. Honvédelmi Minisztérium
4. Igazságügyi Minisztérium
5. Ipari Minisztérium
6. Kereskedelmi Minisztérium
7. Környezetvédelmi és Vízgazdálkodási Minisztérium
8. Külügyminisztérium
9. Mezőgazdasági és Élelmezésügyi Minisztérium
10. Művelődési Minisztérium
11. Országos Tervhivatal
12. Pénzügyminisztérium
13. Szociális- és Egészségügyi Minisztérium

2. § Ahol jogszabály
- a) Minisztertanács Tanácsi Hivatalát, Minisztertanács Tanácsi Hivatalának elnökét említ, ott Belügyminisztériumot, illetőleg belügyminisztert,
- b) Belkereskedelmi Minisztériumot, belkereskedelmi minisztert, Külkereskedelmi Minisztériumot, külkereskedelmi minisztert említ, ott Kereskedelmi Minisztériumot, illetőleg kereskedelmi minisztert,
- c) Országos Környezet- és Természetvédelmi Hivatalt, Országos Környezet- és Természetvédelmi Hivatal elnökét, Országos Vízügyi Hivatalt, Országos Vízügyi Hivatal elnökét említ, ott Környezetvédelmi és Vízgazdálkodási Minisztériumot, illetőleg környezetvédelmi és vízgazdálkodási minisztert,
- d) Egészségügyi Minisztériumot, egészségügyi minisztert említ, ott Szociális- és Egészségügyi Minisztériumot, illetőleg szociális- és egészségügyi minisztert

kell érteni.
4. § (1) Ez a törvény a kihirdetése napján lépett hatályba: egyidejűleg a Magyar Népköztársaság minisztériumainak felsorolásáról szóló 1973. évi IV. törvény, továbbá az azt módosító 1980. évi 10. törvényerejű rendelet, az 1980. évi 19. törvényerejű rendelet, az 1981. évi 18. törvényerejű rendelet és az 1983. évi 7. törvényerejű rendelet 1. §-a hatályát vesztette.
(2) A társadalombiztosítás szervezetéről és irányításáról szóló 1984. évi 5. törvényerejű rendelet 5. §-ának (1) bekezdéséből a Minisztertanács közvetlen felügyelete alá tartozó szövegrész hatályát veszti; a sajtóról szóló 1986. évi II. törvény 21. §-a (3) bekezdéséből a Minisztertanács Tájékoztatási Hivatalának elnökére való utalás hatályát vesztette, azzal, hogy a végrehajtásra felhatalmazott személyt a Minisztertanács jelöli ki."
Hatálytalan: 1990. május 23-ával.